# Le Sixième

Le Sixième (Шестой) est un film réalisé en 1981 par le réalisateur soviétique Samvel Gasparov.

## Synopsis
Après cinq ans d'absence, Roman Grigorevitch Glodov revient dans son village natal pour y remettre de l'ordre car cet endroit est tombé sous la coupe des Vakhrameïevtsev, des hors-la-loi.
Être commissaire de police est une fonction dangereuse dans cette contrée: cinq de ses prédécesseurs ont disparu. Deux ont été tués dans une bagarre, deux autres ont été pendus et le cinquième est parti sans laisser de traces. Lui est le sixième  et il a bien l'intention de ne pas s'en laisser imposer par ces terroristes d'autant plus qu'il a des raisons personnelles de vouloir les éliminer : un de ses meilleurs amis et sa famille ont été massacrés par cette bande.
Peu après son arrivée on attente à sa vie mais grâce à un subterfuge, la tentative échoue. Sans perdre de temps il cherche de l'aide auprès de ses anciens amis ou auprès de personnes audacieuses qui ont des raisons de risquer leur vie en se battant contre cette «mafia» qui ne respecte pas la loi du nouveau gouvernement. 
Il est évident que le jeune policier Aristarkh Kondratievitch Louchkov qui le seconde ne suffira pas alors il rassemble autour de lui le coiffeur Pavlik, le docteur Aleksandr, son ancien ami Okhrim berger dans la montagne et Nikita hercule de foire. Ce dernier, plus difficile à convaincre, change d'avis lorsqu'il rencontre deux enfants qui viennent de perdre leur mère assassinée par les Vakhrameïevtsev.
Tous les six étant partis dans la grande ville voisine pour obtenir du renfort et des armes auprès des autorités, le siège de la Jeunesse Communiste est attaqué et trois Komsomols sont pendus. Ce drame prouve qu'un ou des informateurs se trouvent dans Kozyrev, le village, et que les voyous étaient informés du départ du groupe.
Malgré cette terrible épreuve les conséquences de leur voyage ont des points positifs : ils ont aidé les forces de police à anéantir des hors-la-loi qui s'étaient réfugiés dans une maison ce qui leur permet de s'emparer de leur important stock d'armes qui va leur servir de retour au pays. De plus ils retrouvent un tailleur qui leur confectionne des uniformes permettant de se reconnaître lors des opérations.
Mais ils manquent d'informations pour débusquer les membres de cette organisation criminelle; les villageois terrorisés voient bien que le commissaire est en état d'infériorité face à cet ennemi et se taisent. Cependant Mirikov, le violoniste, parvient à leur désigner un individu du groupe qui a participé au triple meurtre pendant leur absence. Il y a bien aussi Illari Danilovitch Danilevski, le pharmacien qui a recueilli Olga, la fille d'un ami proche qui a été tué par Les Rouges. Il lui propose son aide et voyant l'intérêt que porte Roman à une horloge, il la lui offre. 
Là on en est à la moitié du film. À suivre

## Fiche technique
- Titre français : Le Sixième traduction littérale du titre en russe
- Titre original : Шестой
- Réalisation : Samvel Gasparov
- Scénario : Ramiz Mamedali ogly Fataliev (ru)
- Musique : Alekseï Nikolaïevitch Zoubov
- Direction artistique : Noï Iossifovitch Senderov (ru)
- Costumes : Lidia Koniakhina
- Photographie : Aleksandr Kovaltchouk
- Son : Boris Mikhaïlovitch Golev
- Montage : Tatiana Maliavina
- Producteur : Roman Konbrandt
- Société de production : Studio Gorki
- Pays de production : URSS
- Langue originale : russe
- Format : couleur (sovcolor (ru)) – 2,35:1 - Son mono Dolby digital 5.1.
- Genre : Aventure, Drame
- Durée : 83 minutes
- Date de sortie :
  - URSS : 12 avril 1982

## Distribution
- Gousseïn Mamelovitch Akhoundov (ru)
- Viktor Nikolaïevitch Andrienko (ru) : cascadeur
- Ievgueni Bakalov : Aristarkh Kondratievitch Louchkov, auxiliaire de police
- Ouldis-Ianis Beïspals : cascadeur
- Larissa Vladimirovna Belogourova (ru) : Olga , pupille d'Illari Danilovitch Danilevski
- Vladimir Iourevitch Dmitriev (ru)
- Oleg Fedoulov : (cascadeur) un hors-la-loi
- Aleksandr Filatov : coordinateur des cascades
- Alexandre Galibine : agent de liaison des Vakhrameïevtsev
- Vladimir Viktorovitch Gorianski (ru)
- Guera Goudjediani
- Marina Gourevitch
- Vladimir Grammatikov : Pavlik, le coiffeur
- Semion Grigorievitch Grigoriev : cascadeur
- Anatoli Grochevoï : cascadeur
- Boris Petrovitch Guitine (ru) : hors-la-loi
- Marina Aleksandrovna Iakovleva (ru) : Ielizaveta
- Valeri Ianklovitch
- Konstantine Kichtchouk : cascadeur
- Igor Iossifovitch Klass (ru) : Koretine, chef de la police
- Makharbeg Routenovitch Kokoïev (ru) : Okhrim, berger dans la montagne
- Oleg Korytine : cascadeur
- Mikhaïl Kozakov : Illari Danilovitch Danilevski, le pharmacien
- Grigori Moïsseïvitch Liampe (ru) : Lyova Zatirko, le tailleur
- Viktor Melnikov : Mirikov, le violoniste
- Nina Evguenevna Menchikova (ru): Olga Vassilievna
- Gueorgui Milliar : vieux joueur d'échecs
- Sergueï Nikolaïev : aubergiste
- Sergueï Nikonenko : Roman Grigorevitch Glodov, le sixième chef de la police locale
- Sergueï Oulianov : Nikita, l'hercule de foire
- Mikhaïl Pougovkine : Mironitch
- Nikolaï Syssoïev : cascadeur
- Timofeï Ivanovitch Spivak (ru) : Aleksandr, le docteur
- Iekaterina Alekseïevna Voronina (ru)
- Levan Zakhareichvili

## Accueil
En URSS, ce film a attiré 24700000 spectateurs.

## Analyse
Des commentateurs ont trouvé des analogies entre ce film et Les Sept Samouraïs d'Akira Kurosawa et Les Sept Mercenaires de John Sturges.

## En bref
Le visionnage du film doublé en français est possible sur un DVD édité par RUSCICO et il peut être vu en entier sur internet mais en langue russe.